# Konforemna teoria pola
Konforemna teoria pola (CFT) – kwantowa teoria pola, traktowana także jako model mechaniki statystycznej w punkcie krytycznym, która jest niezmiennicza przy przekształceniach konforemnych (równokątnych). CFT jest często badana w dwóch wymiarach, gdzie istnieje nieskończeniewymiarowa grupa lokalnych transformacji konforemnych (równokątnych) opisanych przy pomocy funkcji holomorficznych. CFT ma ważne zastosowania w teorii strun, fizyce statystycznej i fizyce materii skondensowanej. Teoria ta została po raz pierwszy zaproponowana przez Leigh Page’a i Normana I. Adamsa.

## Niezmienniczość skali a niezmienniczość konforemna
Kwantowa teoria pola może być niezmiennicza ze względu na skalę, lecz nie konforemnie niezmiennicza. Z tego powodu termin ten jest często stosowany zamiennie w kontekście kwantowej teorii pola, pomimo faktu, że symetria konforemna jest większa.
W pewnych szczególnych przypadkach możliwe jest udowodnienie, że niezmienniczość skali implikuje niezmienniczość konforemną w kwantowej teorii pola, np. w unormowanych do jedności, zwartych, konforemnych teoriach pola, w dwóch wymiarach.

## Dwuwymiarowa konforemna teoria pola
Istnieją dwie wersje dwuwymiarowych CFT: 1) euklidesowa oraz 2) lorentzowska. Pierwsza ma zastosowanie w fizyce statystycznej, a druga w kwantowej teorii pola. Pomiędzy obiema zachodzą wzajemne relacje w postaci rotacji Wicka.
Dwuwymiarowe CFT są w pewien sposób niezmiennicze względem nieskończeniewymiarowej grupy symetrii. Np. rozważmy CFT na sferze Riemanna. Posiada ona transformację Möbiusa jak grupa konforemna, co jest izomorficzne do (skończenie wymiarowego) PSL(2,C). Jednakże różniczkowalne transformacje konforemne tworzą nieskończeniewymiarową algebrę (zwaną algebrą Witta), a tylko główne pola (albo pola chiralne) są niezmiennicze względem pełnej różniczkowalnej konforemnej grupy.
W większości CFT anomalia konforemna, znana jako anomalia Weyla, powstaje w teorii kwantowej. To skutkuje pojawieniem się nietrywialnych ładunków centralnych, a algebra Witta jest modyfikowana do algebry Virasoro.
W euklidesowej CFT istnieje holomorficzna oraz antyholomorficzna kopia algebry Virasoro. W Lorentzowskiej CFT istnieje lewoskrętna oraz prawoskrętna kopia algebry Virasoro (czasoprzestrzeń jest cylindrem, w którym przestrzeń staje się okręgiem, a czas linią – wysokością cylindra).
Symetria ta umożliwia klasyfikowanie dwuwymiarowych CFT precyzyjniej niż w wyższych wymiarach. W szczególności staje się możliwe odniesienie spektrum głównych operacji w teorii do wartości ładunku centralnego, c. Przestrzeń Hilberta stanów fizycznych jest unitarnym modułem algebry Virasoro odpowiadającym ustalonej wartości c. Stabilność wymaga, aby widmo energii Hamiltonianu było nieujemne.
Pole chiralne jest polem holomorficznym W(z), które transformuje się jak
{\displaystyle L_{n}W(z)=-z^{n+1}{\frac {\partial }{\partial z}}W(z)-(n+1)\Delta z^{n}W(z)}
oraz
{\displaystyle {\bar {L}}_{n}W(z)=0.}
Podobnie dla pola antychiralnego. Δ jest konforemną wagą pola chiralnego W.
Aleksandr Zamołodczikow pokazał, że istnieje funkcja, C, która maleje monotonicznie względem przepływu grupy renormalizacji dwuwymiarowej kwantowej teorii pola oraz jest równa ładunkowi centralnemu dla dwuwymiarowej CFT. Fakt ten jest znany jako C-teoria Zamołodczykowa i oznacza, że przepływ grupy renormalizacji w dwóch wymiarach jest nieodwracalny.
Często przedmiotem zainteresowań są nie tylko operatory, ale także stany próżniowe lub, w fizyce statystycznej, stany termalne. Dopóki {\displaystyle c=0,} nie ma możliwości, aby istniał stan niezłamany opuszczający całą nieskończeniewymiarową symetrię konforemną. Najlepsze, co można otrzymać, to stan niezmienniczy względem L−1, L0, L1, Li, {\displaystyle i>1.} Zawiera to podgrupę Möbiusa. Reszta grupy konforemnej jest spontanicznie złamana.

## Symetria konforemna
Symetria konforemna jest symetrią względem niezmienniczości skali oraz względem specjalnej konforemnej transformacji posiadających następujące relacje:
{\displaystyle [P_{\mu },P_{\nu }]=0,}
{\displaystyle [D,K_{\mu }]=-K_{\mu },}
{\displaystyle [D,P_{\mu }]=P_{\mu },}
{\displaystyle [K_{\mu },K_{\nu }]=0,}
{\displaystyle [K_{\mu },P_{\nu }]=\eta _{\mu \nu }D-iM_{\mu \nu },}
gdzie {\displaystyle P} generuje przejścia, {\displaystyle D} generuje skalowanie transformacji jako skalar oraz {\displaystyle K_{\mu }} generuje specjalne konforemne transformacje jako wektor kowariantny względem transformacji Lorentza.

## CFT w więcej niż dwóch wymiarach
Więcej niż dwuwymiarowe CFT są ważne w korespondencji AdS/CFT, w której teoria grawitacji w przestrzeni anty de Sittera (AdS) jest równoważna CFT na granicy AdS. Znaczącymi przykładami są: teoria super-Yanga-Millsa dla d=4 N=4, która jest dualna do teorii strun typu IIB AdS5 x S5, oraz teoria super-Cherna-Simonsa dla d=3 N=6, która jest dualna do M-teorii na AdS4 x S7. (Prefix super odnosi się do supesymetrii, N – określa stopień rozszerzonej supersymerii, d – liczba czasowo-przestrzennych wymiarów na granicy.)

## Zalecana literatura
- J.M. Maldacena, The large N limit of superconformal field theories and supergravity, Adv. Theor. Math. Phys. 2 (1998) 231–252, arXiv:hep-th/9711200.
- S.S. Gubser, I. R. Klebanov, and A. M. Polyakov, Gauge theory correlators from non-critical string theory, Phys. Lett. B428 (1998) 105–114, arXiv:hep-th/9802109.
- E. Witten, Anti-de Sitter space and holography, Adv. Theor. Math. Phys. 2 (1998) 253–291, arXiv:hep-th/9802150.
- G. ’t Hooft, Dimensional reduction in quantum gravity arXiv:gr-qc/9310026, gr-qc/9310026.
- L. Susskind, The World as a hologram, J. Math. Phys. 36 (1995) 6377–6396, arXiv:hep-th/9409089.
- J. McGreevy, Holographic duality with a view toward many-body physics, arXiv:0909.0518 [hep-th].
- J. Casalderrey-Solana, H. Liu, D. Mateos, K. Rajagopal, U.A. Wiedemann, Gauge/String Duality, Hot QCD and Heavy Ion Collisions, arXiv:1101.0618 [hep-th].
- M. P. Heller, J. Kaczmarczyk, O nowej formie zajęć z fizyki, Postępy Fizyki, tom 59, rocznik 2008, s. 159.
- G. Policastro, D. Son, and A. Starinets, The Shear viscosity of strongly coupled N=4 supersymmetric Yang-Mills plasma, Phys.Rev.Lett. 87 (2001) 081601, arXiv:hep-th/0104066 [hep-th]
- P. Kovtun, D. Son, and A. Starinets, Viscosity in strongly interacting quantum field theories from black hole physics, Phys.Rev.Lett. 94 (2005) 111601, arXiv:hep-th/0405231 [hep-th]. An Essay submitted to 2004 Gravity Research Foundation competition.